# 독불장군
"독불장군"은 영화 감독 최기풍이 1987년 제작한 대한민국의 전쟁 영화이다. 배우 전홍구(황해)와 그의 아들 전영록이 같이 출연한 영화이다.

## 제작진
- 제작: 정광웅
- 극본: 김진혁
- 기획: 주종호
- 촬영: 신명의
- 조명: 최입춘
- 편집: 김희수
- 음악: 김정택
- 소품: 이태호
- 의상: 이해윤
- 사운드(음향): 김경일
- 사운드(음향): 양대호
- 특수효과: 박광남

## 내용

### 학살
한국전쟁당시 인민군이 모종의 음모를 꾸미고 있다고 판단한 한국군은 장교를 요원으로 침투시킨다. 하지만 요원이 실종되어 연락이 되지 않자 독불장군이라는 별명을 가진 강철구를 침투시킨다. 하지만 이미 요원은 인민군에게 체포된 뒤여서 때가 너무 늦었다. 요원을 체포한 인민군들은 팬티차림의 마을남자들을 요원앞에서 총살하면서 고문하지만, 아무것도 답을 얻지 못하자 요원과 마을 사람들을 모두 총살하고 주둔지인 마을 학교로 복귀한다. 강철구는 인민군에게 총살당해 이리저리 흩어지거나 구덩이에 몰려 있던 마을 남자들의 시체들을 확인하다가, 유일한 생존자 황노인을 구출한다. 그는 인민군 간호장교 미영을 협박하여 협조를 구한다.

### 생체실험
한편 인민군은 패색이 짙은 전쟁양상을 뒤집기 위해서 미생물학자인 소련 박사를 생체실험을 위해 데려온다. 미영은 옛 소련 유학시절 교수였던 소련 박사를 반가워하지만, 팬티차림의 남자들이 트럭에서 내려지는 모습을 보며 인민군이 음모를 꾸미고 있음을 직감한다. 그녀의 직감대로 지하 실험실에서 소련 박사는 팬티 차림의 남자에게 세균주사를 놓는 생체실험을 실시하는데, 남자는 고통스러워 하다가 얼굴과 상반신이 검게 변색된채 죽는다. 이를 보고 비위가 상한 미영이 뛰쳐나갔다가 돌아와보니, 나머지 팬티 차림의 남자들도 눈이 가려진 채 실시된 생체실험으로 죽은 뒤였다. 이에 격분한 미영이 소련 박사를 사살하여 인민군의 세균전 시도를 막는다는 이야기이다.

## 텔레비전 영화
1990년대초 문화방송에서 독불장군이 방영된 바 있는데, 당시 일부 사소한 내용이 비디오판 영화와 차이가 있다. 문화방송판에서는 마을 사람이 아닌, 장교의 소대원들이 팬티차림을 한 채로 장교가 보는 앞에서  기어가다가 사살당하는 내용이 나온다. 그리고 비디오판과는 달리 문화방송판에서는 눈이 가려진 팬티차림의 남자들 한 사람이 세균주사를 맞으며 비명을 지르자, 옆에 서 있던 다른 팬티차림 남자들이 쳐다본다. 비디오판에서는 피실험자들의 몸이 검게 변색되지만, 문화방송판에서는 그냥 쓰러져 죽는다. 비디오판에서는 총에 맞은 마을사람들이 구덩이에 굴러 떨어지거나 앞으로 넘어지지만, 문화방송판에서는 총에 맞은 소대원들이 뒤로 넘어진다.

## 출연진
- 전영록(독불장군 강철구 역)
- 권재희(인민군 간호장교 미영)
- 전홍구(황노인)
- 이동준(공작대장)
- 진봉진(오현수 역)
- 정세혁(박영식 역)
- 박동룡(특수대역)
- 장정국(특수대역)
- 박재주(소련박사,생체실험으로 세균전을 준비한다.)
- 주상호(경비대장)
- 길달호(경비대장)
- 오준승(황노인의 손자 철이 역)
- 남성훈(특별출연)
- 고명안(경비대장)